# Mompha edax
Mompha edax é uma espécie de mariposa do gênero Mompha pertencente à família Coleophoridae.